# Pfarrkirche Altenmarkt im Gurktal

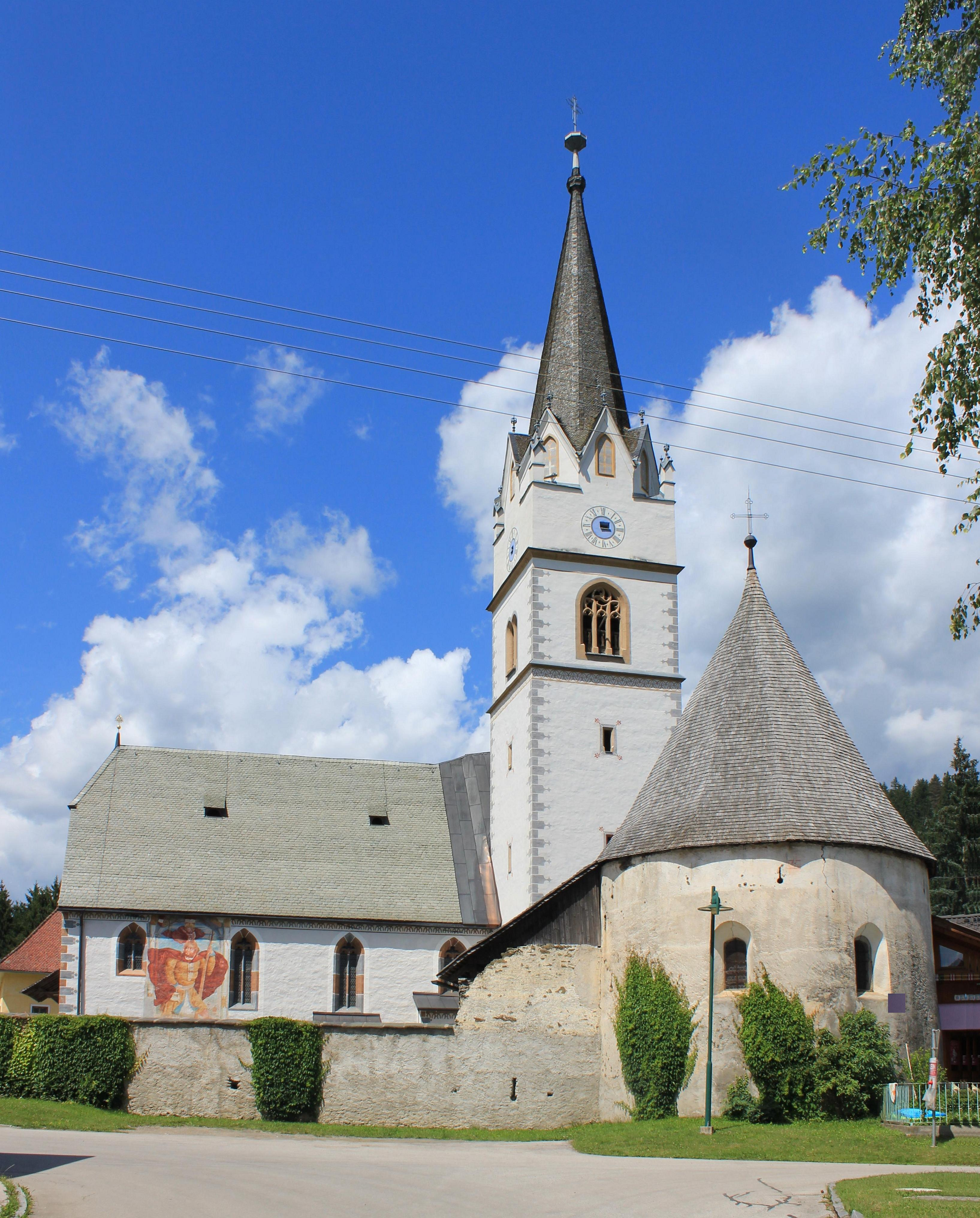
Südansicht

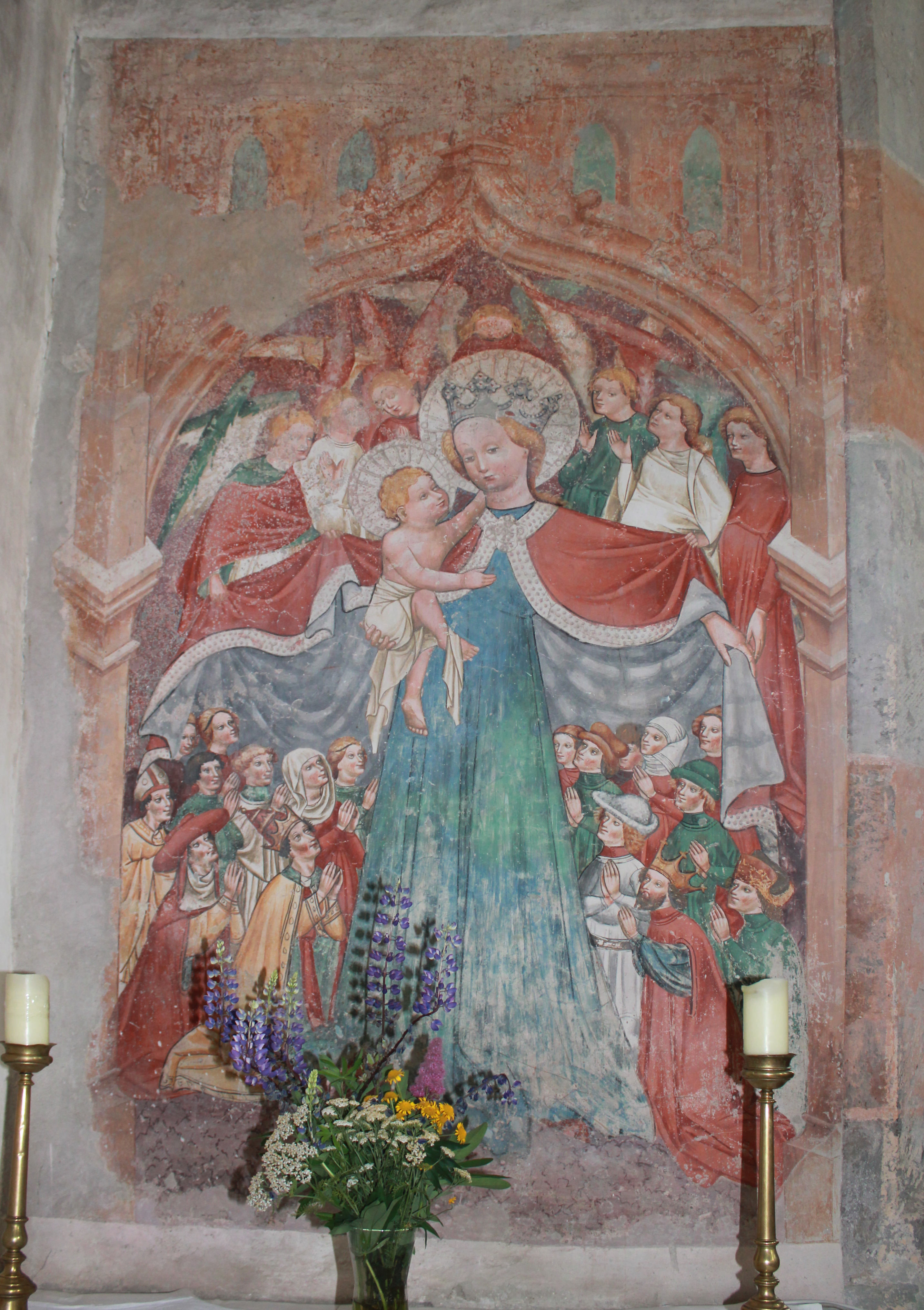
Altenmarkter Madonna

Die Pfarrkirche Altenmarkt in der Gemeinde Weitensfeld ist dem heiligen Aemilian geweiht. Altenmarkt war eine der acht Urpfarren der Diözese Gurk und wurde um 1040 von einer „frommen Frau Imma“, wahrscheinlich der Großmutter der Hemma von Gurk gegründet.  
Die Kirche ist von einer ehemals wehrhaften Friedhofsmauer umgeben, deren ursprünglichen Höhe nur mehr in der Südostecke neben dem romanischen Rundkarner erhalten ist.

## Baubeschreibung
Die Kirche ist ein spätgotischer Bau des 15. Jahrhunderts, in dessen Langhausmauern noch Reste des romanischen Vorgängerbaus vorhanden sind. Die Langhausfassaden besitzen ein für Kärnten einmaliges Architekturdekor aus gemalten braunen und grauen Eckquadern mit Kreisformen an den Seiten sowie Friesen und Fensterumrahmungen. Dreistufige Strebepfeiler stützen den eingezogenen, erhöhten Chor aus der ersten Hälfte des 15. Jahrhunderts. An der Chornordseite befindet sich ein Sakristeianbau. Der Turm an der Chorsüdseite mit zwei-  bzw. dreibahnigen gotischen Maßwerksfenstern wurde in der Barockzeit um das Uhrengeschoß erhöht und 1873 mit dem achtseitigen Turmhelm mit Giebelkranz versehen. Eine Glocke stammt noch aus dem 15. Jahrhundert, eine zweite goss Hieronymus Egker 1528, eine dritte ist mit 1530 bezeichnet. Die Dächer der Kirche sind mit Steinplattl gedeckt. Die Freskenreste an der nordöstlichen Chorschlusswand stellt wahrscheinlich ein Weltgericht aus der zweiten Hälfte des 15. Jahrhunderts dar, das spätgotische Christophorusfresko an der Langhaussüdwand ist teilweise übertüncht. Neben dem schlichten gotischen Südportal besitzt die Kirche ein profiliertes Westportal. Die Maßwerkfenster an der Süd- und Westseite des Langhauses sowie im Chorschluss sind zweibahnig ausgeführt.
Im Inneren gliedert sich das Langhaus mit einem Netzrippengewölbe aus der zweiten Hälfte des 15. Jahrhunderts durch kräftige gekehlte Wandpfeiler mit runden Vorlagen in vier Joche. Die dreiachsige Westempore ist kreuzrippenunterwölbt. Der hölzerne Emporenvorbau mit Apostelbildern an der Brüstung stammt aus dem 17. Jahrhundert.  Die Orgel entstand in der Mitte des 17. Jahrhunderts. Ein spitzbogiger Triumphbogen verbindet das Langhaus und den einjochigen Chor mit Fünfachtelschluss. Im Chor ruht ein Netzrippengewölbe auf Konsoldiensten, wobei zwei Konsolen und die Schlusssteine reliefiert sind. Die Glasgemälde aus der Mitte des 15. Jahrhunderts in den Chorfenstern zeigen Maria Verkündigung sowie die Heiligen Aemilian und Rupert. Die Türen zur Sakristei und zum Turmerdgeschoß weisen Eisenbeschläge auf.  Der spätgotische Taufstein entstand im 15. Jahrhundert.

## Wandmalereien
Die Gemälde im Chorgewölbe mit den Evangelistensymbolen und Blattwerkdekoration entstanden im zweiten Viertel des 15. Jahrhunderts.
Die um 1450/60 gemalte Schutzmantelmadonna an der linken Triumphbogenwand wird Thomas von Villach zugeschrieben. An der rechten Triumphbogenwand ist eine im letzten Viertel des 15. Jahrhunderts entstandene  und 1954 freigelegte Madonna mit den Apostelfürsten Petrus und Paulus zu sehen.

## Einrichtung
Den barocken Hochaltar mit reichem Knorpelwerksrahmen schuf in der Mitte des 17. Jahrhunderts Johann Seitlinger. In der Mittelnische birgt der Altar eine barock überschnitzte gotische Madonna. Die um 1510 in der jüngeren Villacher Werkstätte geschnitzten spätgotischen Statuen der heiligen Aemilian, Johannes der Täufer und Jakobus stammen von einem nicht mehr erhaltenen Altar. Den Aufsatz des Hochaltars bildet ein Gnadenstuhl, die Bekrönung eine Kreuzigungsgruppe mit Maria und Johannes.
Der rechte Seitenaltar besteht aus der Predella eines ehemaligen Flügelaltars. Darauf sind neben dem Schweißtuch Christi die Wappenschilder des Hans Prieger und des Caspar Fux aus dem Jahre 1587 abgebildet. 
Die Kanzel mit den gemalten Darstellungen der Evangelisten in den Brüstungsfeldern entstand in der Mitte des 18. Jahrhunderts.  An der Langhausnordwand hängt ein großes spätgotisches Kruzifix aus dem ersten Viertel des 16. Jahrhunderts.
Das Chorgestühl mit Wappen ist mit 1573 bezeichnet, die Betbänke in Langhaus mit Flachschnitzerei an den Wangen entstanden um 1520. Eine barocke Konsolstatue des heiligen Petrus aus der ersten Hälfte des 18. Jahrhunderts und eine mit 1748 bezeichnete Weihwasserschale ergänzen die Einrichtung der Kirche.

## Karner
Der Karner ist ein apsidenloser romanischer Rundbau mit Kegeldach und drei Rundbogenfenster an der Südseite. Der achteckig ausgeführte Innenraum im Hauptgeschoß besitzt ein auf einer Mittelsäule ruhendes Sterngewölbe mit Putzgraten. Die Gewölbemalereien zeigen Ranken, Evangelistensymbole und Heilige. Das Untergeschoß wird als Beinhaus genutzt, das Obergeschoß ist als Wehrgeschoß mit Schießscharten ausgestattet.
Im Friedhof sind einige barocke Schmiedeeisenkreuze des 18. Jahrhunderts zu sehen.